# Équipe de France de beach soccer en 2019
Maillots
Cet article traite de l'année 2019 de l'Équipe de France de beach soccer.

## Résumé de la saison
La saison débute en avril avec un stage où 20 joueurs sont sélectionnés, permettant une large revue d'effectif.
Du 9 au 12 mai se déroulent les qualifications pour la 1re édition des Jeux mondiaux de plage à Salou en Espagne. Les Bleus sont qualifiés sans jouer pour les ¼ de finale en raison du forfait de l'Angleterre. Les espoirs de qualification s'envolent rapidement avec une lourde défaire 10-2 contre l'Italie. Le tournoi qualificatif est terminé à la 8e place après deux nouvelles défaites, 5-3 contre la Biélorussie puis 6-3 contre le Portugal.
À partir du 19 juillet, les Bleus disputent à Moscou les qualifications pour la Coupe du monde 2019 qui se tiendra au Paraguay en fin d'année. Lors de la première phase de poules, ils terminent 2e en ne cédant que contre le Portugal 3-1 après avoir disposé d'adversaires présumés plus faibles, la Norvège 5-2 puis la Moldavie 6-2. Mais, dès les ⅛ de finale, ils sont éliminés par la Biélorussie sur le score de 4-1, manquant la Coupe du Monde pour la 6e édition consécutive. À l'issue, Stéphane François, sélectionneur depuis 2011, quitte son poste pour celui d’entraîneur des U17 de l'Olympique de Marseille de football. Gérard Sergent, son ancien adjoint, lui succède.
Au milieu du mois d'août, les Français disputent leur étape d'un EBSL au format réduit en raison de l'embouteillage du calendrier international. Ils sont défaits de nouveau par la Biélorussie 4-1 puis contre l'Italie 6-3. Lors de la dernière rencontre, décisive à la fois pour arracher un ticket qualificatif pour la Superfinale en cas de victoire mais aussi pour assurer le maintien en Division A, les Bleus sont défaits aux tirs au but après un match nul 7-7 contre l'Allemagne. Finalement, ils terminent à la 11e place, laissant la place de barragiste à l'Azerbaïdjan au bénéfice d'une meilleure différence de buts.
Pour conclure la saison, les Bleus étaient engagés dans la 2e édition des Jeux méditerranéens de plage à Patras en Grèce. En phase de poules, ils établissent un nouveau record, celui de la plus large victoire française de l'histoire en battant l'Albanie 19 – 1. Ils sont ensuite défaits par l'Italie mais parviennent à se qualifier pour le match pour la médaille de bronze en battant la Libye. En dominant sereinement le Maroc, les Français empochent leur première médaille méditerranéenne.

## Evolution du classement BSWW
Le tableau ci-dessous présente les classements mensuels de l'équipe de France publiés par la BSWW.
| Mois | Janvier | Février | Mars | Avril | Mai | Juin | Juillet | Août | Septembre | Octobre | Novembre | Décembre |
| Rang |         |         |      |       |     |      | 32      | 30   | 30        | 28      | 28       | 27       |

## Résultats détaillés
| Qualifications Jeux mondiaux de plage 2019 | Italie | 10 – 2                  | France |       |       |
| 10 mai 2019 14 h 45                        | 1re Gori · 5e Zurlo · 6e Gori · 14e Gori · 15e Marinai · 17e Palazzolo · 19e Gori · 21e Gori · 25e Josep Jr · 36e Zurlo | (3 – 0 ; 5 – 1 ; 2 – 1) | 20e Barbotti · 36e Basquaise                                                                                             | Salou | Salou |
| 10 mai 2019 14 h 45                        | | Équipes                 | Cianni - Dupin - Hauata - Angeletti - Barbotti - Basquaise - Bizot - Gosselin - Grandon - Leblanc - Santos Dias - Soares | Salou | Salou |

| Qualifications Jeux mondiaux de plage 2019 | Biélorussie                                                         | 5 – 3                   | France |       |       |
| 11 mai 2019 13 h 30                        | 9e Bryshtel · 13e Bokach · 25e Bryshtel · 27e Ryabko · 36e Samsonov | (1 – 1 ; 1 – 0 ; 3 – 2) | 9e Cianni · 26e Barbotti · 36e Angeletti                                                                                 | Salou | Salou |
| 11 mai 2019 13 h 30                        |                                                                     | Équipes                 | Cianni - Dupin - Hauata - Angeletti - Barbotti - Basquaise - Bizot - Gosselin - Grandon - Leblanc - Santos Dias - Soares | Salou | Salou |

| Qualifications Jeux mondiaux de plage 2019 | Portugal                                                                     | 6 – 3                   | France |       |       |
| 12 mai 2019 12 h 15                        | 2e Bê Martins · 3e Leo Martins · 16e Jordan · 17e Von · 25e Jordan · 29e Von | (2 – 0 ; 2 – 2 ; 2 – 1) | 20e Leblanc · 23e Barbotti · 35e Barbotti                                                                                | Salou | Salou |
| 12 mai 2019 12 h 15                        |                                                                              | Équipes                 | Cianni - Dupin - Hauata - Angeletti - Barbotti - Basquaise - Bizot - Gosselin - Grandon - Leblanc - Santos Dias - Soares | Salou | Salou |

| Qualifications Coupe du monde 2019 | France                                                                                    | 5 – 2                   | Norvège              |        |        |
| 19 juillet 2019 12 h 30            | 9e Angeletti · 10e (csc) Salveson · 27e Basquaise · 29e Bru · 34e Bru                     | (2 – 2 ; 0 – 0 ; 3 – 0) | 12e Li · 12e Sandsør | Moscou | Moscou |
| 19 juillet 2019 12 h 30            | Dupin - Fort - Angeletti - Basquaise - Bizot - Bru - Gosselin - Leblanc - Ségura - Soares | Équipes                 |                      | Moscou | Moscou |

| Qualifications Coupe du monde 2019 | France                                                                                    | 6 – 2                   | Moldavie                 |        |        |
| 20 juillet 2019 12 h 30            | 3e Angeletti · 8e Soares · 18e Leblanc · 22e Wallon · 25e Bru · 31e Bru                   | (2 – 1 ; 2 – 0 ; 2 – 1) | 11e Telic · 32e Capsamun | Moscou | Moscou |
| 20 juillet 2019 12 h 30            | Dupin - Fort - Angeletti - Basquaise - Bizot - Bru - Gosselin - Leblanc - Soares - Wallon | Équipes                 |                          | Moscou | Moscou |

| Qualifications Coupe du monde 2019 | Portugal                                | 3 – 1            | France                                                                                      |        |        |
| 22 juillet 2019 19 h 00            | 12e Belchior · 19e Madjer · 26e Andrade | (1 – 1 ; 1 – 0 ) | 9e Angeletti                                                                                | Moscou | Moscou |
| 22 juillet 2019 19 h 00            |                                         | Équipes          | Dupin - Fort - Angeletti - Basquaise - Bizot - Gnepo - Gosselin - Leblanc - Ségura - Wallon | Moscou | Moscou |

| Qualifications Coupe du monde 2019 | France                                                                                             | 1 – 4                   | Biélorussie                                   |        |        |
| 23 juillet 2019 13 h 45            | 28e Soares                                                                                         | (0 – 2 ; 0 – 1 ; 1 – 1) | 8e Savich · 9e Ryabko · 24e Hapon · 35e Hapon | Moscou | Moscou |
| 23 juillet 2019 13 h 45            | Dupin - Fort - Angeletti - Basquaise - Bizot - Bru - Gosselin - Leblanc - Ségura - Soares - Wallon | Équipes                 |                                               | Moscou | Moscou |

| Euro Beach Soccer League | France                                                                                                 | 1 – 4                   | Biélorussie                                                  |        |        |
| 16 août 2019 16 h 45     | 2e Fayos                                                                                               | (1 – 3 ; 0 – 1 ; 0 – 0) | 6e Samsonov · 11e Piatrovski · 12e Chaikovski · 13e Samsonov | Catane | Catane |
| 16 août 2019 16 h 45     | Fort - Salazar Medina - Angeletti - Barbotti - Bru - Fayos - Gosselin - Leblanc - Santos Dias - Soares | Équipes                 |                                                              | Catane | Catane |

| Euro Beach Soccer League | Italie                                                                          | 6 – 3                   | France                                                                                 |        |        |
| 17 août 2019 18 h 00     | 7e Gori · 11e Palmacci · 17e Palmacci · 18e Josep Jr · 19e Zurlo · 23e Palmacci | (2 – 1 ; 4 – 1 ; 0 – 1) | 8e Bru · 20e Leblanc · 34e Bru                                                         | Catane | Catane |
| 17 août 2019 18 h 00     |                                                                                 | Équipes                 | Salazar Medina - Angeletti - Barbotti - Bru -Gosselin - Leblanc - Santos Dias - Soares | Catane | Catane |

| Euro Beach Soccer League | France                                                                                          | 7 – 7 4 – 5 t. a. b.     | Allemagne                                                                                |        |        |
| 18 août 2019 16 h 45     | 6e Bru · 8e Bru · 14e Soares · 18e Barbotti · 24e Angeletti · 36e Barbotti · 38e Santos Dias    | (2 – 3 ; 3 – 2 ; 1 – 1 ) | 2e Körner · 5e Metzler · 10e Körner · 14e Körner · 21e Körner · 33e Körner · 39e Metzler | Catane | Catane |
| 18 août 2019 16 h 45     | Bru · Barbotti · Santos Dias · Fayos · Leblanc · Angeletti · Gosselin · Soares                  | Tirs au but 4 – 5        | Weirauch · Martinez · Metzler · Nowak · Körner · Höveler · Kniller · Ebener ·            | Catane | Catane |
| 18 août 2019 16 h 45     | Salazar Medina - Angeletti - Barbotti - Bru - Fayos - Gosselin - Leblanc - Santos Dias - Soares | Équipes                  |                                                                                          | Catane | Catane |

| Jeux Méditerranéens de plage 2019 | France | 19 – 1                  | Albanie |        |        |
| 28 août 2019 14 h 30              | Angeletti · Barbotti · Belhomme · Bru · Fayos · Legal · Santos Dias · Soares · Prouvost · Salazar Medina                        | (3 – 0 ; 8 – 0 ; 8 – 1) |         | Patras | Patras |
| 28 août 2019 14 h 30              | Prouvost - Salazar Medina - Angeletti - Barbotti - Belhomme - Bru - Drouillet - Fayos - Gosselin - Legal - Santos Dias - Soares | Équipes                 |         | Patras | Patras |

| Jeux Méditerranéens de plage 2019 | Libye                                                                       | 5 – 6                   | France |        |        |
| 30 août 2019 15 h 00              | 3e Alabidi · 11e Abdullah · 27e Rahoumah · 31e (csc) Gosselin · 35e Alabidi | (2 – 3 ; 0 – 2 ; 3 – 1) | 2e Angeletti · 7e Belhomme · 11e Bru · 13e Soares · 19e Legal · 29e Fayos                                                       | Patras | Patras |
| 30 août 2019 15 h 00              |                                                                             | Équipes                 | Prouvost - Salazar Medina - Angeletti - Barbotti - Belhomme - Bru - Drouillet - Fayos - Gosselin - Legal - Santos Dias - Soares | Patras | Patras |

| Jeux Méditerranéens de plage 2019 | Maroc          | 1 – 5                   | France |        |        |
| 30 août 2019 15 h 00              | 35e El Hadaoui | (0 – 1 ; 0 – 3 ; 1 – 1) | 1re Barbotti · 20e Belhomme · 21e Fayos · 22e Santos Dias · 31e Angeletti                                                       | Patras | Patras |
| 30 août 2019 15 h 00              |                | Équipes                 | Prouvost - Salazar Medina - Angeletti - Barbotti - Belhomme - Bru - Drouillet - Fayos - Gosselin - Legal - Santos Dias - Soares | Patras | Patras |

## Statistiques

### Buteurs
12 buts                        
- Victor Angeletti  ( Biélorussie,  Norvège,  Moldavie,  Portugal,  Allemagne,  Albanie x3,  Italie x2,  Libye,  Maroc)

11 buts                      
- Jérémy Bru  ( Norvège x2,  Moldavie x2,  Italie x2,  Allemagne x2,  Albanie x2,  Libye)

9 buts                  
- Anthony Barbotti ( Italie,  Biélorussie,  Portugal x2,  Allemagne x2,  Albanie x2,  Maroc)

6 buts            
- Julien Soares  ( Moldavie,  Biélorussie,  Allemagne,  Albanie x2,  Libye)

5 buts          
- Anthony Fayos  ( Biélorussie,  Albanie x2,  Libye,  Maroc)
- Stéphane Belhomme  ( Albanie x2,  Italie,  Libye,  Maroc)

4 buts        
- Dionizio Santos Dias  ( Allemagne,  Albanie x2,  Maroc)

3 buts      
- Olivier Leblanc  ( Portugal,  Moldavie,  Italie)
- Maxime Legal  ( Albanie x2,  Libye)

2 buts    
- Jérémy Basquaise  ( Italie,  Norvège)

1 but  
- Anthony Cianni  ( Biélorussie)
- Martin Wallon  ( Moldavie)
- Mathieu Prouvost  ( Albanie)
- German Enrique Salazar Medina  ( Albanie)

### Effectif utilisé
| Numéro / Nom       | Numéro / Nom                  | Équipe                    | Sél. (but)                                                                                     | Date de naissance | J.              |                 |                 |                 |                 |
| Gardiens de but    | Gardiens de but               | Gardiens de but           | Gardiens de but                                                                                | Gardiens de but   | Gardiens de but | Gardiens de but | Gardiens de but | Gardiens de but | Gardiens de but |
| ------------------ | ----------------------------- | ------------------------- | ---------------------------------------------------------------------------------------------- | ----------------- | --------------- | --------------- | --------------- | --------------- | --------------- |
|                    | Anthony Cianni                | Montpellier HBS           | 45 (2)                                                                                         | 21 février 1990   | 3               | 1               |                 |                 |                 |
|                    | Lorenzo Dupin                 | Montpellier HBS           | 34 (0)                                                                                         | 30 octobre 1995   | 7               | 0               |                 |                 |                 |
|                    | Denis Fort                    | La Grande-Motte PBS       |                                                                                                | 5 juillet 1980    | 5               | 0               |                 |                 |                 |
|                    | Teheipuarii Hauata            | BT3F Muespach             | 7 (1)                                                                                          | 20 janvier 1991   | 3               | 0               |                 |                 |                 |
| 16                 | Mathieu Prouvost              | AS Étaples                | 8 (1)                                                                                          | 14 août 1997      | 4               | 1               |                 |                 |                 |
| 1                  | German Enrique Salazar Medina | Montpellier HBS           | 7 (1)                                                                                          | 16 mai 1990       | 7               | 1               |                 |                 |                 |
| Défenseurs         |                               |                           |                                                                                                |                   |                 |                 |                 |                 |                 |
| 5                  | Anthony Fayos                 | Montpellier HBS           |                                                                                                | 28 octobre 1986   | 6               | 5               |                 |                 |                 |
|                    | Franck Gnepo                  | Marseille BT              |                                                                                                | 12 août 1982      | 1               | 0               |                 |                 |                 |
| 12                 | Quentin Gosselin              | AS Étaples                | 26 (3)                                                                                         | 12 avril 1996     | 14              | 0               |                 |                 |                 |
|                    | Olivier Leblanc               | FC Saint-Médard-en-Jalles | 14 (4)                                                                                         | 16 mai 1987       | 10              | 3               |                 |                 |                 |
| 3                  | Julien Soares                 | Montpellier HBS           |                                                                                                | 22 octobre 1988   | 13              | 6               |                 |                 |                 |
|                    | Martin Wallon                 | AS Étaples                | 8 (2)                                                                                          | 23 octobre 1996   | 3               | 1               |                 |                 |                 |
| Milieux de terrain |                               |                           |                                                                                                |                   |                 |                 |                 |                 |                 |
|                    | Jérémy Basquaise              | La Grande-Motte PBS       |                                                                                                | 21 septembre 1985 | 7               | 2               |                 |                 |                 |
| 15                 | Stéphane Belhomme             | La Grande-Motte PBS       | 21 (16)                                                                                        | 19 novembre 1995  | 4               | 5               |                 |                 |                 |
|                    | Baptiste Bizot                | FC Saint-Médard-en-Jalles | 38 (13)                                                                                        | 29 août 1985      | 7               | 0               |                 |                 |                 |
| 17                 | Lucas Drouillet               | FC Saint-Médard-en-Jalles | 9 (1)                                                                                          | 24 octobre 1995   | 4               | 0               |                 |                 |                 |
|                    | Léo Grandon                   | La Grande-Motte PBS       | 22 (5)                                                                                         | 21 février 1995   | 3               | 0               |                 |                 |                 |
| Attaquants         |                               |                           |                                                                                                |                   |                 |                 |                 |                 |                 |
| 8                  | Victor Angeletti              | La Grande-Motte PBS       | 38 (28)                                                                                        | 20 novembre 1994  | 14              | 12              |                 |                 |                 |
| 10                 | Anthony Barbotti              | La Grande-Motte PBS       |                                                                                                | 8 mars 1988       | 10              | 9               |                 |                 |                 |
| 11                 | Jérémy Bru                    | Marseille BT              |                                                                                                | 29 novembre 1989  | 10              | 11              |                 |                 |                 |
| 19                 | Maxime Legal                  | AS Étaples                | 4 (3)                                                                                          | 17 janvier 1999   | 4               | 3               |                 |                 |                 |
| 9                  | Dionizio Santos Dias          | Marseille BT              | 10 (4)                                                                                         | 1er novembre 1999 | 10              | 4               |                 |                 |                 |
|                    | Lucas Ségura                  | Montpellier HBS           | 3 (0)                                                                                          | 3 mai 1997        | 3               | 0               |                 |                 |                 |
| Sélectionneur      |                               |                           |                                                                                                |                   |                 |                 |                 |                 |                 |
|                    | Stéphane François             |                           | Sélectionneur jusqu'au 23 juillet 2019 : 7 matchs (V : 2, D : 5)                               | 11 avril 1976     |                 |                 |                 |                 |                 |
|                    | Gérard Sergent                |                           | Sélectionneur adjoint puis Sélectionneur à partir du 24 juillet 2019 : 7 matchs (V : 3, D : 4) | 3 septembre 1965  |                 |                 |                 |                 |                 |
|                    | Arnaud Proust                 |                           | Sélectionneur-Adjoint                                                                          | 10 avril 1972     |                 |                 |                 |                 |                 |
|                    | Bernard de Fontenelle         |                           | Médecin                                                                                        |                   |                 |                 |                 |                 |                 |
|                    | Stéphane Laroche              |                           | Kinésithérapeute                                                                               |                   |                 |                 |                 |                 |                 |
|                    | Jean-Claude Printant          |                           | Chef de délégation                                                                             | 6 juin 1953       |                 |                 |                 |                 |                 |

 = capitaine --  Gardien de butDéfenseurMilieu de terrainAttaquantSélectionneur